# Тев'єк

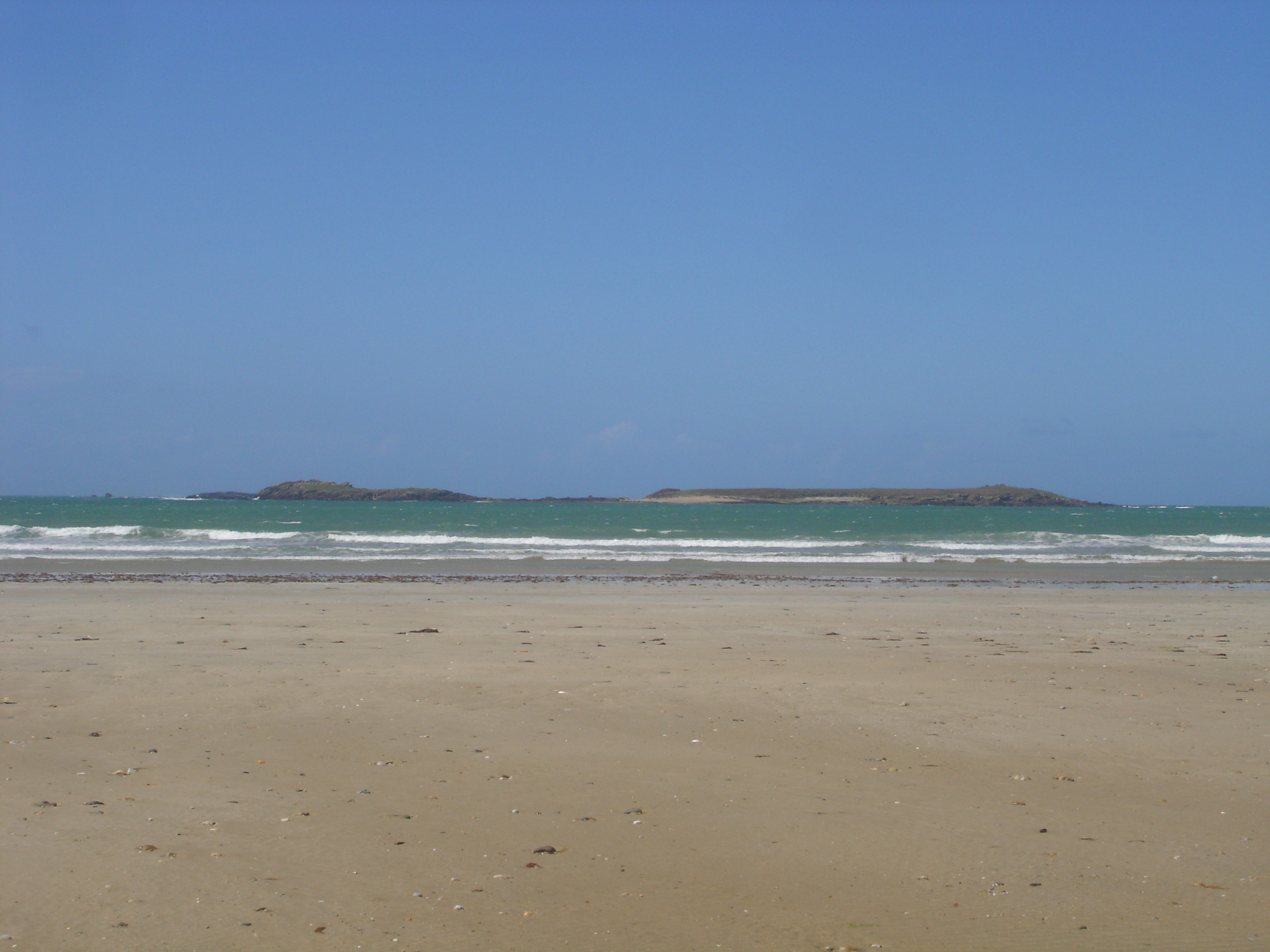
Острів Тев'єк

Тев'єк (фр. Île Téviec) — скелястий острів заввишки 11 м, розташований на захід від півострова Кіберон, неподалік від Сен-П'єрр-Кіберон. Відомий численними археологічними знахідками епохи мезоліту.

## Історія
У 1928–1930 роках французькі археологи Марта та Сен-Жуст Пекар (Péquart) відкопали поховання кам'яної доби, що датуються 4625 роком до н. е. Було знайдено різні артефакти, зокрема так звану «командну палицю» (bâton de commandement) з мезолітичними оздобленнями, що дало підстави пов'язати ці знахідки з тарденуазькою культурою (VII–IV тисячоліття до н. е.).
На островах Тев'єк та Оедік було знайдено безліч об'єктів, надзвичайно важливих для дослідження середньої кам'яної доби. Зокрема було доведено, що для тодішніх людей велике значення мали ресурси моря. У той час, як жителі острова Оедік 75 % потреби у білку покривали за рахунок морських продуктів, люди, поховані на острові Тев'єк, мали продукти з білковим вмістом як морського, так і наземного походження. Археологи припускають, що ці люди могли мешкати на суходолі, а Тев'єк використовувався лише як місце поховання.
Знахідки з Тев'єку заповнюють географічну прогалину, оскільки до того такі поховання знаходили лише в Португалії та південній Скандинавії.
Острів можна відвідати в рамках одноденних екскурсій із муніципалітету Сен-П'єрр-Кіберон.

## Поховання з острова Тев'єк
Артефакти та кістки з поховань на острові Тев'єк зберігаються в Тулузькому музеї природничої історії.

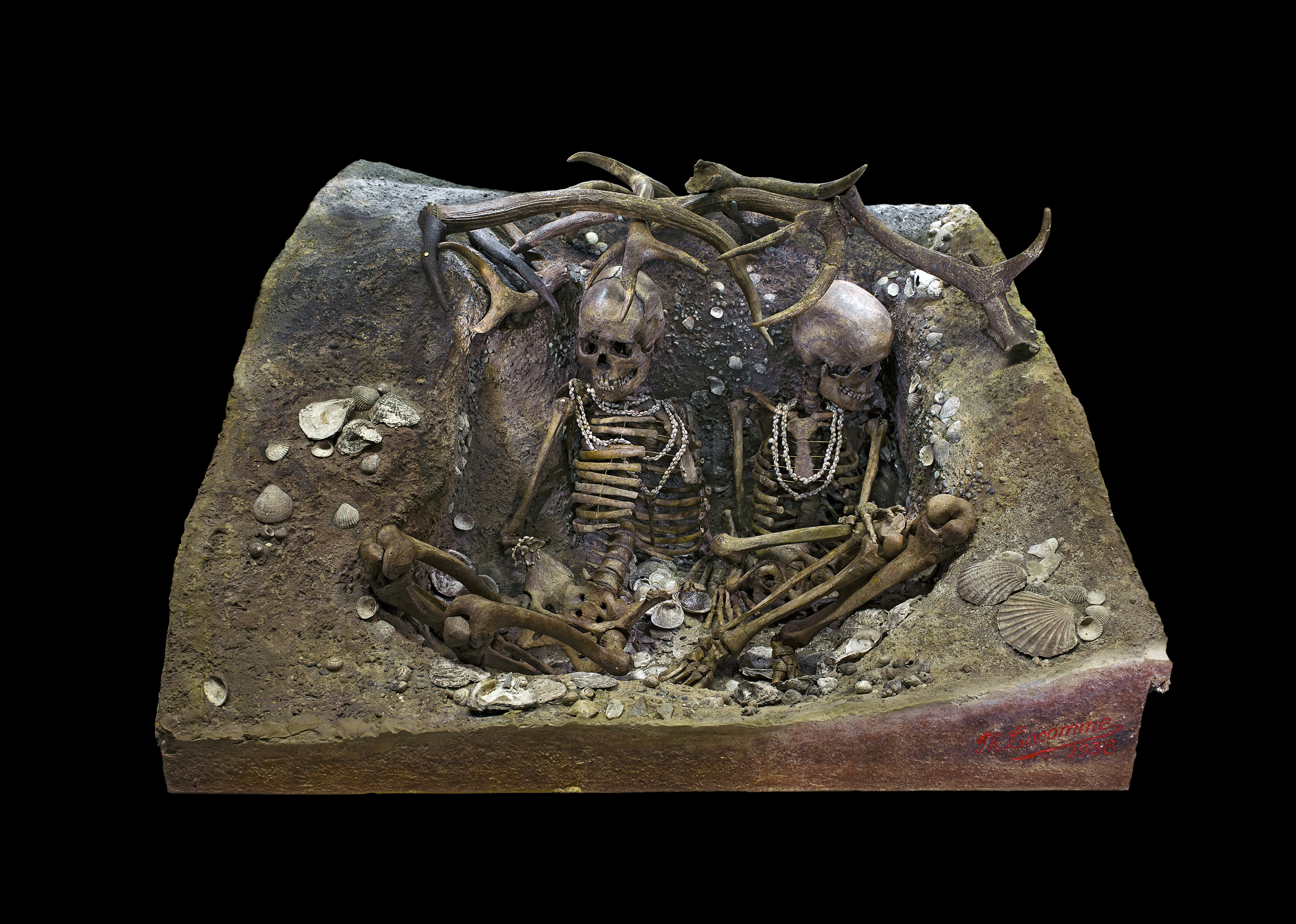
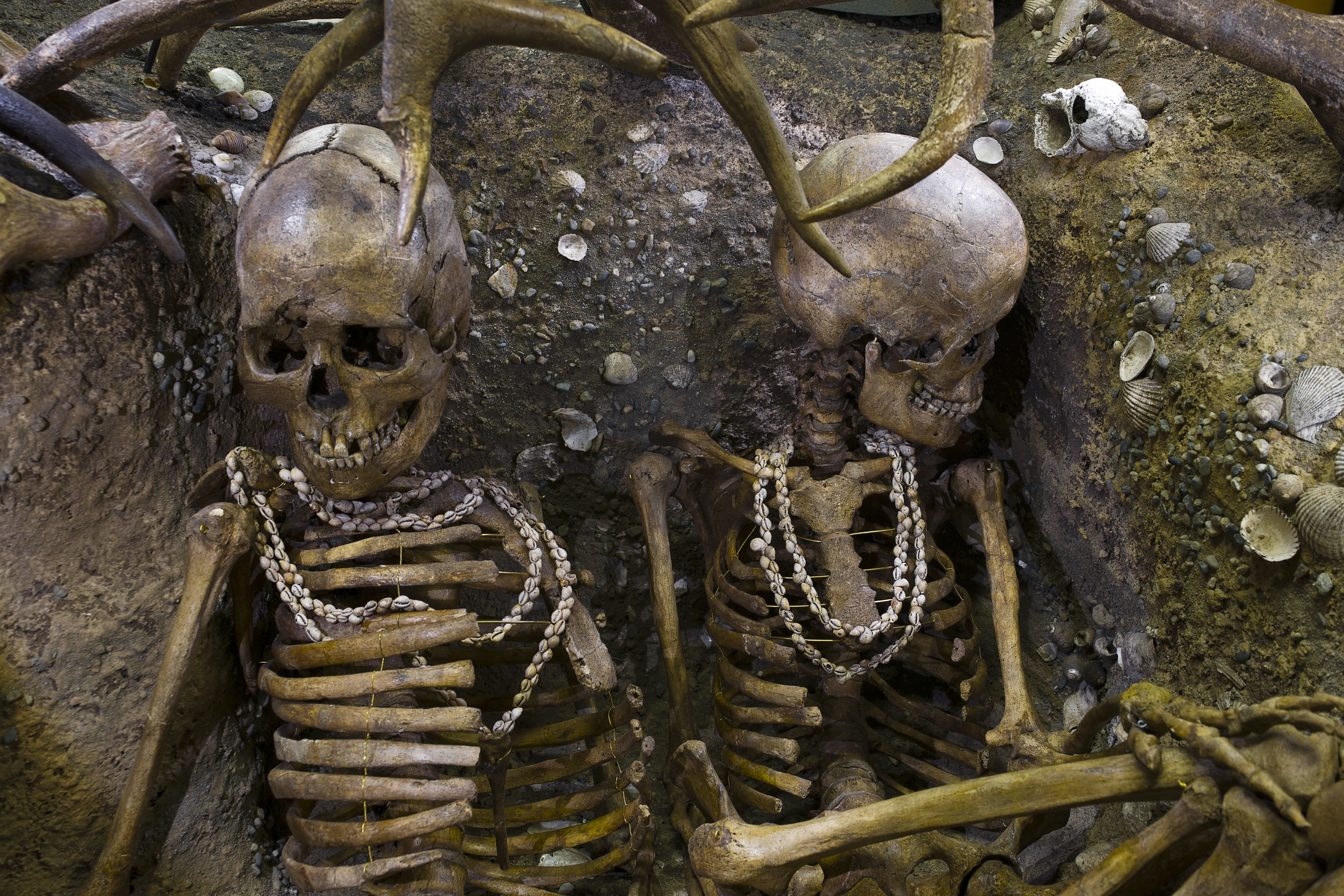
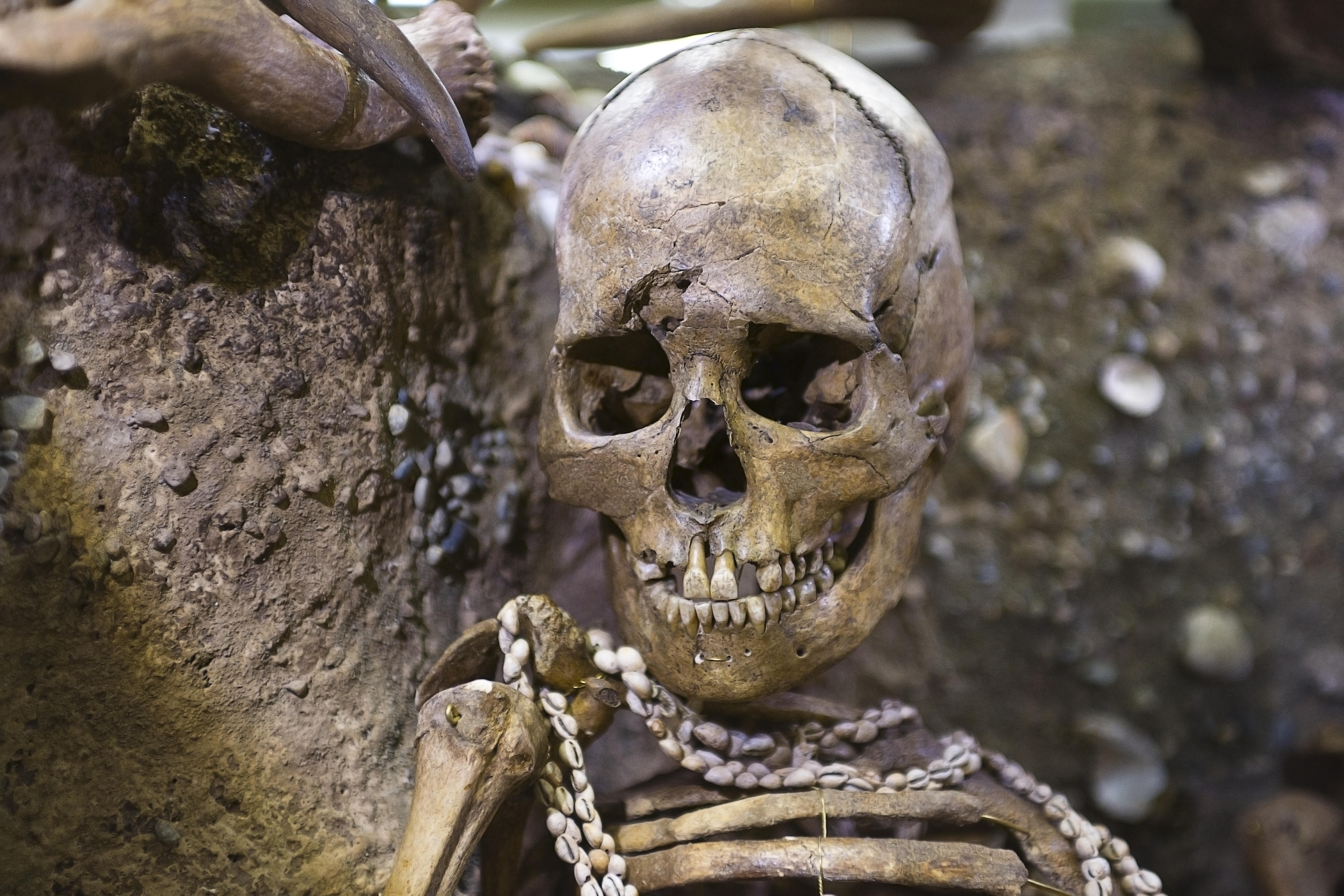
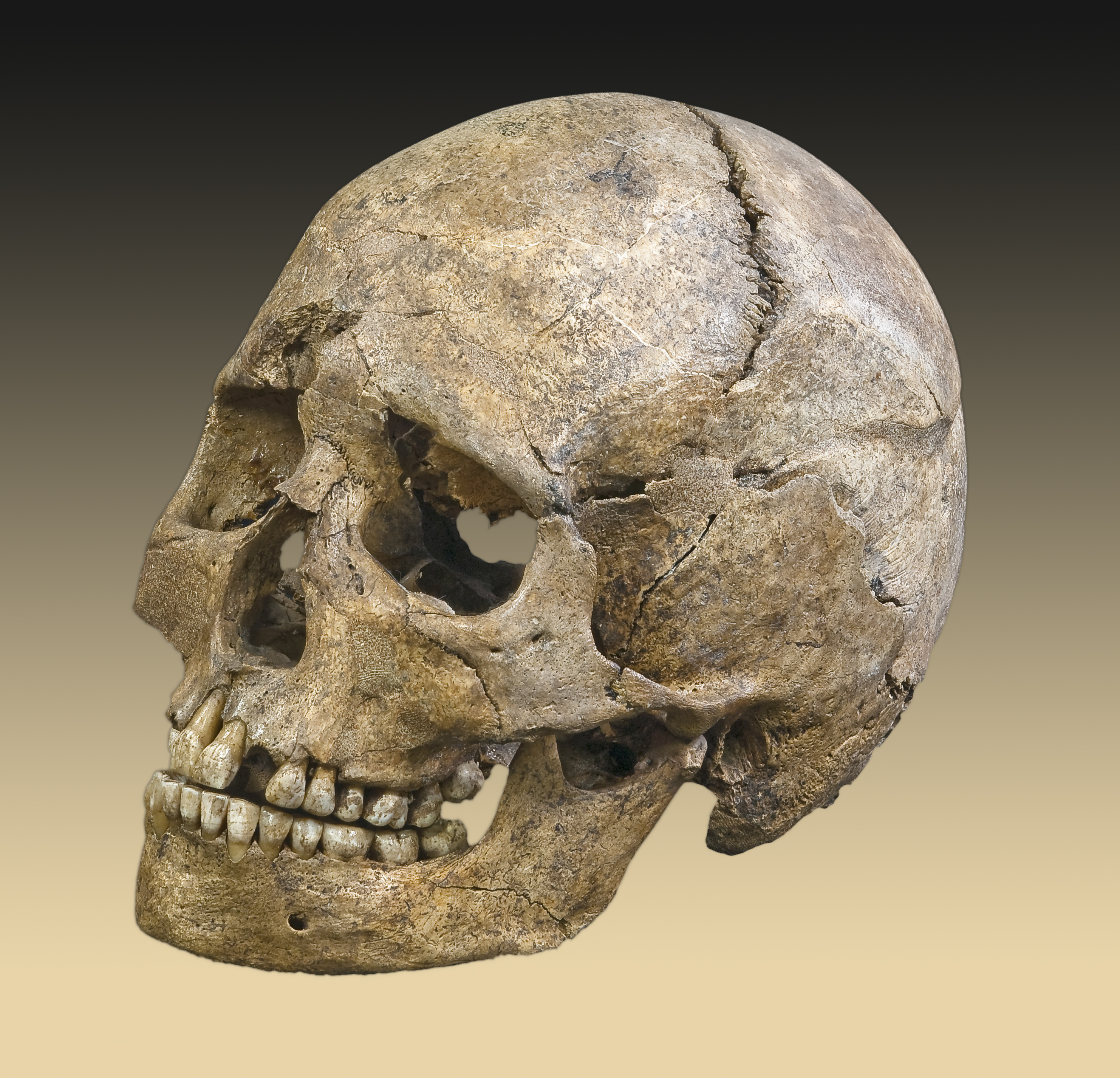